# Goose house Phrase 10 Milk
《Goose house Phrase #10 Milk》為Goose house的第4張正規專輯，於2015年2月25日發行。

## 概要
- 與上次發行的專輯《Goose house Phrase #07 Soundtrack?》相距約兩年。
- 專輯中收錄了動畫『銀之匙 Silver Spoon』片尾曲「追尋聲音的方向→（オトノナルホウヘ→）」[2]，與動畫『四月是你的謊言』主題曲「若能閃爍（光るなら）」[3][4]。
- 與「Goose house Phrase #11 Bitter」同時發售[5][6]。
- 2014年4月前團長d-iZe退團後，首次以7人（工藤秀平、竹淵慶、竹澤汀、マナミ、沙夜香、渡邊修平、齊藤Johnny）形式製作專輯與發表。
- 除了7人全員合唱的曲目外，同時也收錄了3~4人小組所演唱的曲目。

## 收錄內容
- 作詞作曲皆為Goose house

1. 若能閃爍 （光るなら） (4:12)
  - 2nd單曲收錄曲
  - 動畫『四月是你的謊言』主題曲
2. 追尋聲音的方向→（オトノナルホウヘ→） (3:36)
  - 1st單曲收錄曲
  - 動畫『銀之匙 Silver Spoon』第2季片尾曲
3. 戀愛的Merry-Go-Round（恋するMerry-Go-Round） (4:37)
  - 以竹渕慶、竹澤汀、齊藤Johnny三人小組所演唱的曲目
4. 鈷藍街道（コバルトの街） (4:58)
  - 於2015年2月18日先行配信
  - 以竹渕慶、竹澤汀、マナミ、沙夜香四人小組所演唱的曲目（工藤秀平、渡邊修平、齊藤Johnny三人為合聲）
5. Perfume (3:43)
  - 以「大人の余裕（齊藤Johnny、沙夜香、渡邊修平）」三人小組所演唱的曲目
6. Pop Up! (3:51)
7. L.I.P's (4:22)
  - 以「チームパーティやらない?（工藤秀平、竹澤汀、マナミ）」三人小組所演唱的曲目
8. 保持微笑（笑ったままで） (4:15)
  - 以工藤秀平、渡邊修平、齊藤Johnny三人小組所演唱的曲目

## 外部連結
光るなら／Goose house （页面存档备份，存于）

オトノナルホウへ→／Goose house （页面存档备份，存于）

恋するMerry-Go-Round／Goose house （页面存档备份，存于）

Pop Up! ／Goose house （页面存档备份，存于）

笑ったままで／Goose house （页面存档备份，存于）